# プラザハウスショッピングセンター

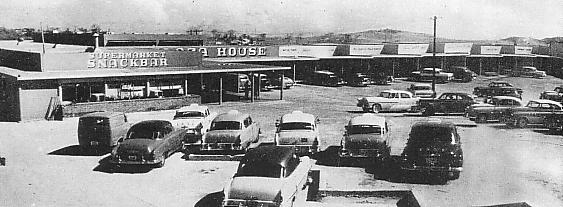
1955年頃のプラザハウスショッピングセンター

プラザハウスショッピングセンターは、沖縄県沖縄市久保田にある複合型ショッピングセンター。国道330号沿いにあり、米国施政下から数えると事実上の日本で最古のショッピングセンターとされている。
運営・管理会社にあたる株式会社プラザハウスは、施設の管理、核店舗の営業にあたっていた関連3者を統合して1997年（平成9年）に設立された。同社は県内にファストフードチェーン展開を行うエイアンドダブリュ沖縄株式会社を関連会社にもつ。

## 概要
1954年（昭和29年）7月4日、アメリカ合衆国独立記念日に、沖縄に在住する米軍関係者やその家族の生活を充足させる商業施設として、アメリカ統治下のコザ市（後の沖縄市）に開店した。ライカムと通称された近傍の地域には、米軍の司令部があった。当時は主に在沖米軍やその家族を対象としていたため、今なおアメリカ的雰囲気が色濃い異国情緒あふれるショッピングセンターとなっている。後に地元住民にも開放されるようになった。
1972年の復帰とともに観光戻税承認店に指定され、2002年の制度廃止まで一種の免税店としての役割を果たした。

## 主なテナント
- ロージャース（レディースファッションのJARDIN、メンズファッションのARENA、レディースシューズ＆バッグ 香水のPASSAGE、キッズファッションのECOLE）[4]
- ロージャース フードマーケット（下記かねひでプラザハウス店の後継店舗）
- ケンタッキーフライドチキン
- 月苑飯店（中華料理店）
- ピンクハウスワールド
- ビアレストラン ケニーズ
- シェーキーズ
- A&W
- セニョールタコ（タコス専門店）
- シネマプラザハウス 1954(映画館)スターシアターズ系列
- ギャラリー&スペース(美術館)

### かつて存在した主なテナント
- 沖縄三越プラザハウス店
- タウンプラザかねひでプラザハウス店
- auショップ